# Nyslotts operafestival

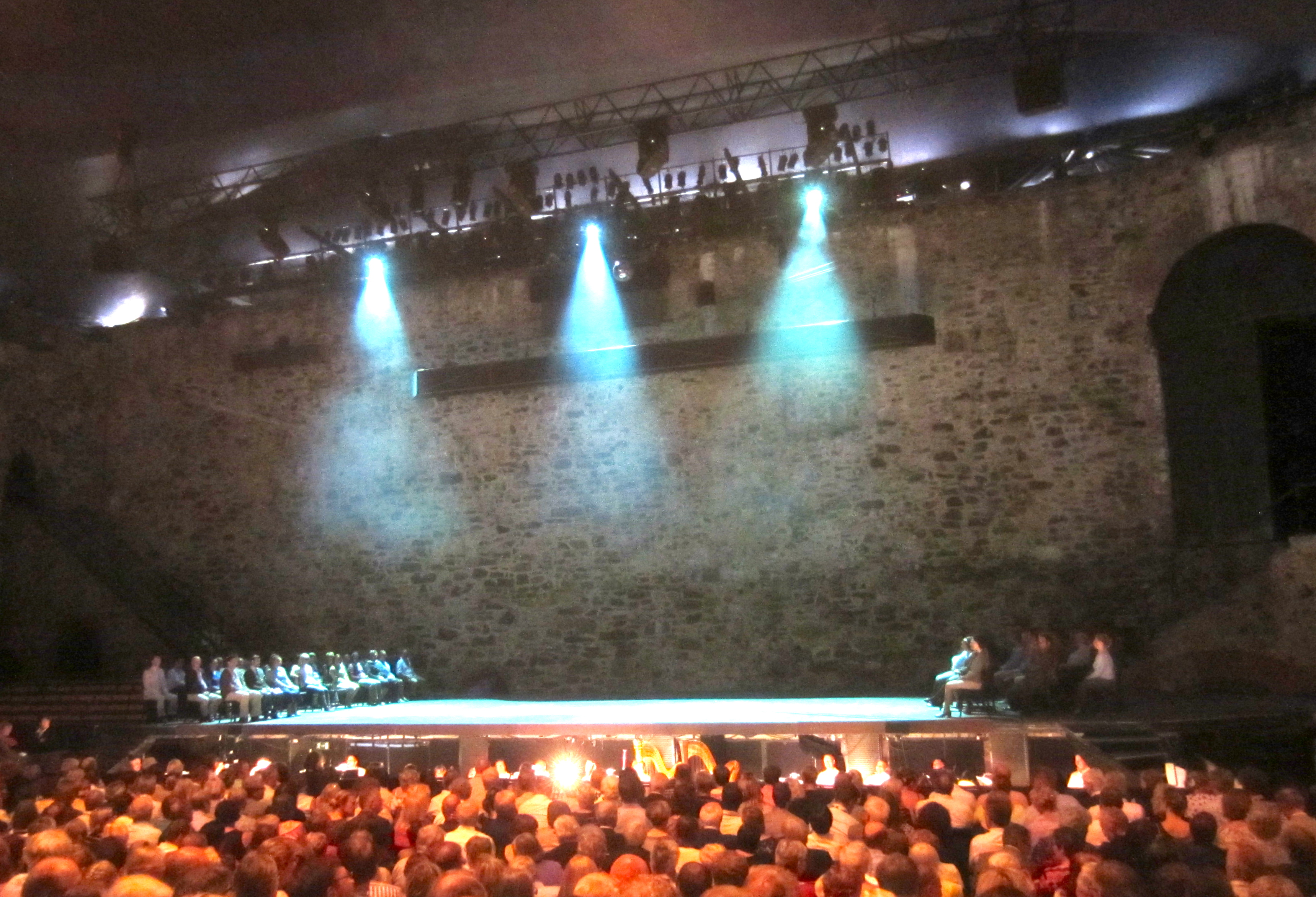
Scenen på Olofsborgs täckta borggård.

Nyslotts operafestival (finska: Savonlinnan oopperajuhlat) är en årlig operafestival på fästningen Olofsborg i Nyslott. 
Scen och salong är uppbyggda på den gamla borggården med halvfast inredning av bänkrader på metallställningar som rivs på hösten och återuppbyggs på våren. Över borggården spänns stora presenningar för att hålla regn borta, men vind, fåglar med mera har fritt tillträde under föreställningarna. Inne i borgen bakom och under scenen finns utrymmen för artistloger, servering och toaletter. 
Festivalen anordnades första gången 1912 genom försorg av operasångerskan Aino Ackté. Under fem somrar därefter fortsatte festivalen, för att sedan tyna bort. År 1967 återupptogs traditionen och har varit obrutet årlig sedan dess. 
Festivalen pågår under juli månad. De tre första veckorna visas ett antal olika operor med bemanning från Finlands nationalopera med diverse gästartister. Den sista veckan inbjuds något utländskt operasällskap att visa upp sig. Antal betalande besökare är omkring 60 000 varje sommar, varav 25  procent från andra länder än Finland. Sommaren 2015 var programpunkterna 33 och antalet sålda biljetter 71.000. 
Kring festivalen pågår ett antal konserter bland annat i skolor i staden. 

## Uruppföranden

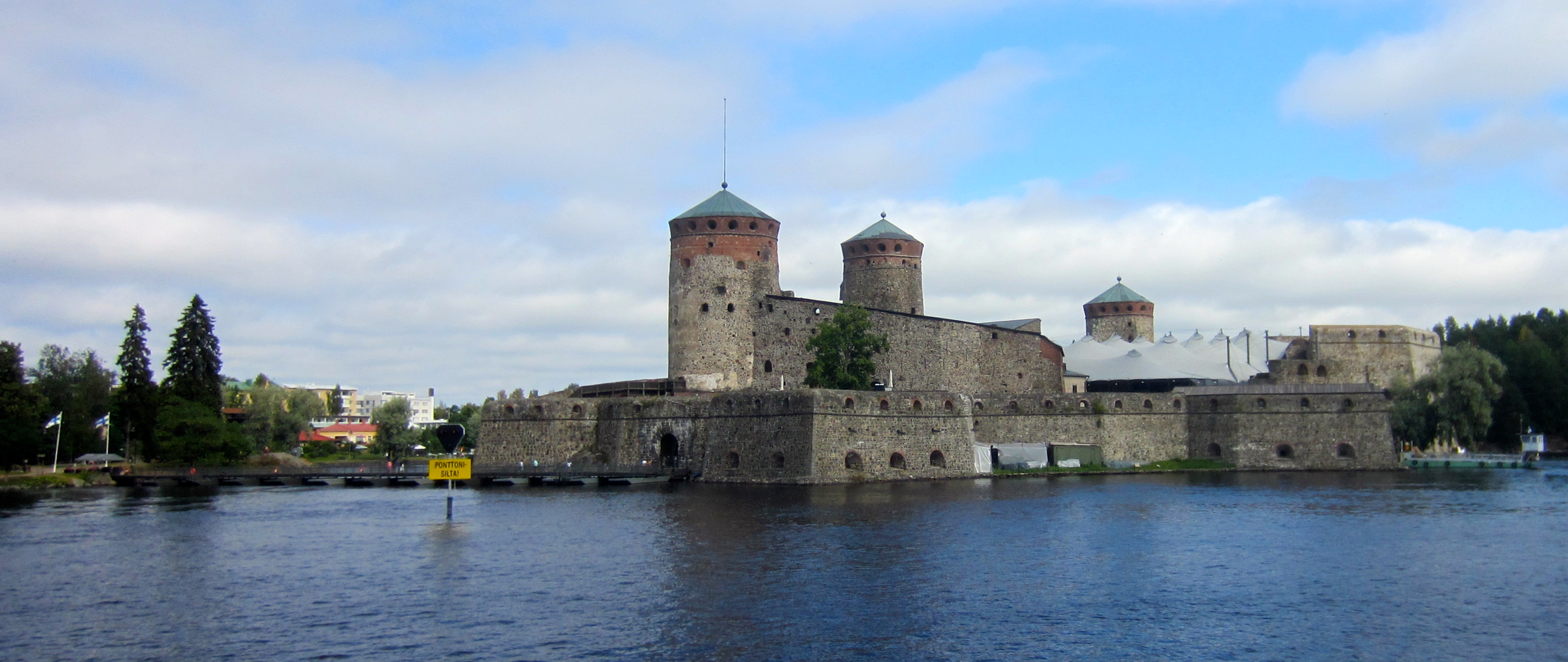
Olofsborg sedd från sjön Saimen med den täckta borggården.

Ett antal finska operor har haft sin världspremiär på operafestivalen: 
- 1975 – Aulis Sallinen: Ratsumies (The Horseman)
- 1984 – Aulis Sallinen: Kuningas lähtee Ranskaan (The King Goes Forth to France)
- 1989 – Paavo Heininen: Veitsi (The Knife)
- 1995 – Aulis Sallinen: Palatsi (The Palace)
- 1997 – Einojuhani Rautavaara: Aleksis Kivi
- 2000 – Herman Rechberger , Olli Kortekangas och Kalevi Aho: Aika ja uni (The Age of Dreams)
- 2004 – Jaakko Kuusisto: Koirien Kalevala (The Canine Kalevala)
- 2006 – Jukka Linkola: Hui kauhistus (One Spooky Night)
- 2007 – Olli Kortekangas: Isän tyttö (Daddy's Girl)